# Prokurator

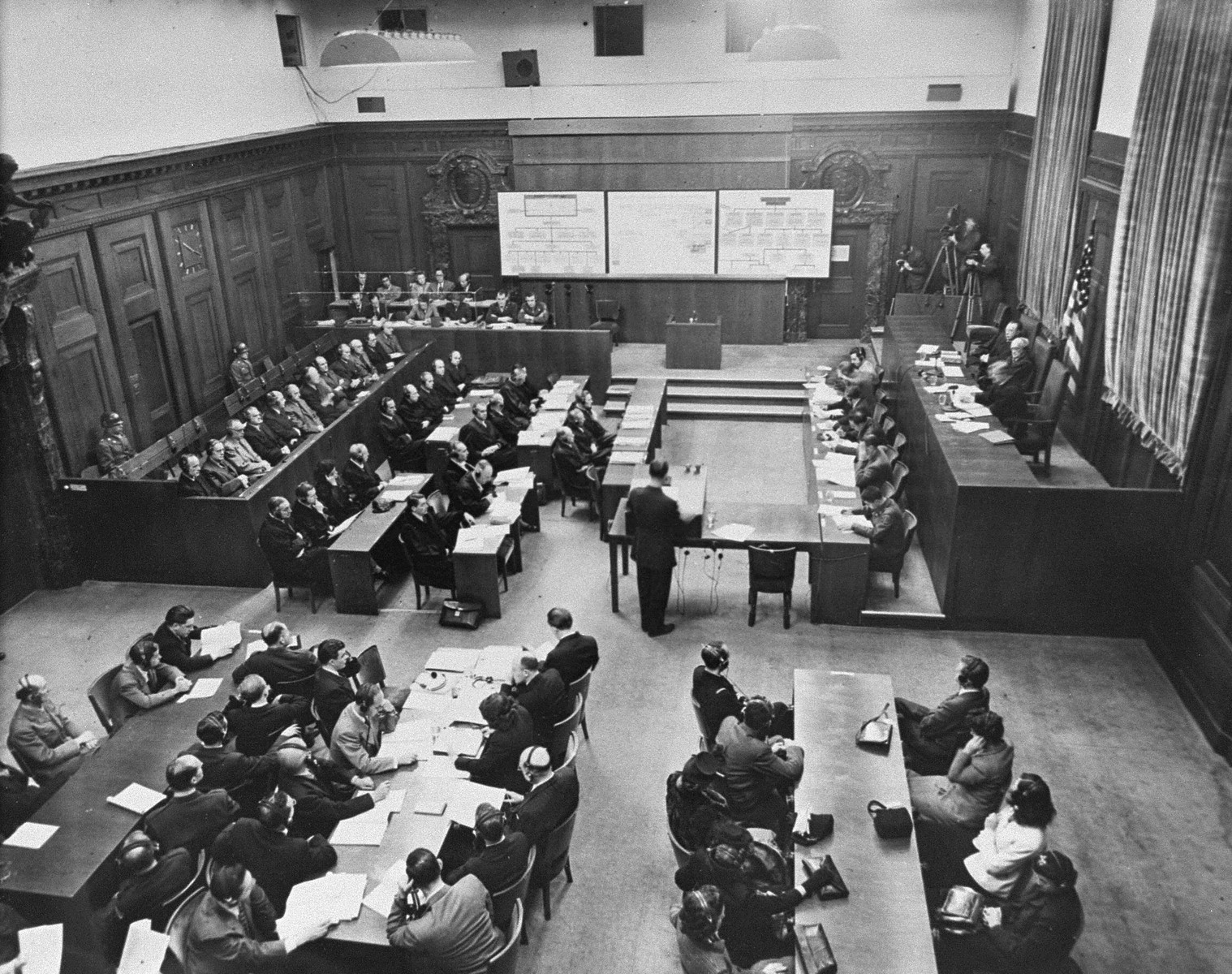
Prokurator Telford Taylor wygłaszający mowę oskarżycielską w sprawie USA vs. Alfried Krupp i in

Prokurator – organ władzy państwowej, którego zadaniem jest wykrywanie i ściganie przestępstw oraz wnoszenie i popieranie aktu oskarżenia przed sądem. Prokurator jest funkcjonariuszem publicznym prokuratury, uprawnionym do samodzielnego wykonywania czynności.

## Prokurator w Polsce

### Rys historyczny
Prokurator w znaczeniu urzędnika odpowiedzialnego za egzekwowanie prawa karnego istniał w Rosji carskiej od reformy z 1865 r. (wcześniej jego kompetencje były szersze). W II Rzeczypospolitej i Polsce Ludowej istniały trzy stopnie służbowe w prokuraturze: prokurator, wiceprokurator oraz podprokurator. W III RP od 1990 r. do 31 marca 2010 r. funkcję Prokuratora Generalnego sprawował z urzędu Minister Sprawiedliwości. Od 1 kwietnia 2010 r. do 3 marca 2016 r. istniała niezależna od administracji rządowej Prokuratura Generalna, na czele której czele stał Prokurator Generalny powoływany przez prezydenta na jedną sześcioletnią kadencję, spośród dwóch kandydatów wskazywanych przez Krajową Radę Sądownictwa i Krajową Radę Prokuratury. Ponadto prokuratorami wojskowych jednostek organizacyjnych prokuratury byli 3 marca 2016 r. prokuratorzy Naczelnej Prokuratury Wojskowej, wojskowych prokuratur okręgowych i wojskowych prokuratur garnizonowych.

### Urząd

#### Kategorie
Z dniem 4 marca 2016 r. nastąpiło ponowne powiązanie organów Ministra Sprawiedliwości i Prokuratora Generalnego unią personalną. Obecnie w Polsce, zgodnie z ustawą z dnia 28 stycznia 2016 r. Prawo o prokuraturze, prokuraturę stanowią:
- Prokurator Generalny,
- prokuratorzy powszechnych jednostek organizacyjnych prokuratury, w tym prokuratorzy ds. wojskowych,
- prokuratorzy Instytutu Pamięci Narodowej – Komisji Ścigania Zbrodni przeciwko Narodowi Polskiemu,
- prokuratorzy w stanie spoczynku, w tym prokuratorzy ds. wojskowych w stanie spoczynku,
- asesorzy prokuratury, w tym asesorzy ds. wojskowych prokuratury.

Prokuratorami powszechnych jednostek organizacyjnych prokuratury są prokuratorzy Prokuratury Krajowej, prokuratur regionalnych, okręgowych i rejonowych.
Prokuratorami Instytutu Pamięci Narodowej są prokuratorzy Głównej Komisji Ścigania Zbrodni przeciwko Narodowi Polskiemu, oddziałowych komisji ścigania zbrodni przeciwko Narodowi Polskiemu oraz referatów śledczych delegatur IPN, a także prokuratorzy Biura Lustracyjnego i oddziałowych biur lustracyjnych.

#### Powołanie
Prokuratorem może być powołany ten, kto:
- posiada wyłącznie obywatelstwo polskie i korzysta z pełni praw cywilnych i obywatelskich,
- jest nieskazitelnego charakteru,
- ukończył wyższe studia prawnicze w Polsce i uzyskał tytuł magistra lub zagraniczne uznane w Polsce,
- jest zdolny, ze względu na stan zdrowia, do pełnienia obowiązków prokuratora,
- ukończył 26 lat,
- złożył egzamin prokuratorski lub sędziowski[1],
- pracował w charakterze asesora prokuratorskiego lub sądowego co najmniej rok albo odbył w wojskowych jednostkach organizacyjnych prokuratury okres służby przewidziany w przepisach o obronie Ojczyzny[1][2].

Prokuratora regionalnego, okręgowego i rejonowego powołuje, po przedstawieniu kandydatury właściwemu zgromadzeniu prokuratorów, i odwołuje Prokurator Generalny, na wniosek Prokuratora Krajowego. Prokuratorów powszechnych jednostek organizacyjnych prokuratury na stanowisko prokuratorskie powołuje Prokurator Generalny na wniosek Prokuratora Krajowego.
Prokuratorów Głównej Komisji oraz oddziałowych komisji powołuje Prokurator Generalny na wniosek Prezesa IPN.

#### Utrata uprawnień
Prokurator Generalny może, na wniosek Prokuratora Krajowego, odwołać prokuratora powszechnej jednostki organizacyjnej prokuratury lub prokuratora Instytutu Pamięci Narodowej, jeżeli prokurator, pomimo dwukrotnego ukarania przez sąd dyscyplinarny karą dyscyplinarną inną niż upomnienie, popełnił przewinienie służbowe, w tym dopuścił się oczywistej obrazy przepisów prawa lub uchybił godności urzędu prokuratora; przed podjęciem decyzji o odwołaniu Prokurator Generalny wysłuchuje wyjaśnień prokuratora, chyba że nie jest to możliwe, oraz zasięga opinii zebrania prokuratorów Prokuratury Krajowej lub właściwego zgromadzenia prokuratorów w prokuraturze regionalnej.

### Status

#### Zasada niezależności prokuratorów
Oznacza ona, że prokurator nie musi uzyskiwać dla swoich czynności uprzedniej zgody przełożonego. A po dokonaniu czynności, nie musi ona być przez przełożonego zatwierdzona. Prokuratorzy nie są niezawiśli – więc nie podlegają tylko Konstytucji i ustawom – muszą wykonywać zarządzenia, wytyczne i polecenia przełożonych.
Niezależność prokuratorów gwarantują m.in. takie instytucje jak:
- immunitet formalnoprawny od przestępstw i materialny od wykroczeń za które prokuratorzy odpowiadają dyscyplinarnie,
- zakaz piastowania innych stanowisk,
- zakaz wykonywania zajęć, które przeszkadzałyby w pełnieniu obowiązków, uchybiałyby godności urzędu lub podważałyby zaufanie do jego bezstronności,
- zakaz przynależności do partii politycznych i brania udziału w działalności publicznej,
- zakaz sprawowania mandatu posła lub senatora,
- zapewnienie stabilizacji materialnej i zawodowej, równej sędziom odpowiedniego szczebla.

#### Sytuacja materialna
Zarobki prokuratorów są regulowane odpowiednimi ustawami i rozporządzeniami, uzależnione są od umiejscowienia w hierarchii prokuratorskiej i zajmowanej funkcji. Zajmowane stanowiska kierownicze (kierownik sekcji, naczelnik wydziału, prokurator rejonowy, okręgowy lub regionalny) zwiększają zasadnicze wynagrodzenie.

### Prawa i obowiązki

#### Uprawnienia
W Polsce prokuratorzy mają następujące uprawnienia:
- sprawują pełny nadzór i kontrolę nad postępowaniem przygotowawczym (z wyjątkiem spraw prowadzonych przez izbę administracji skarbowej), samodzielnie prowadzą (wszczynają, umarzają, zamykają) postępowania przygotowawcze w istotnych sprawach o przestępstwa (śledztwa, niektóre dochodzenia), wydają w razie potrzeby postanowienia o wspólnym/odrębnym rozpoznaniu spraw,
- mogą zlecać wykonanie czynności postępowania przygotowawczego (w całości lub części) Policji albo innym organom ścigania,
- wnoszą akt oskarżenia (z wyjątkiem spraw prowadzonych przez izbę administracji skarbowej) lub go zatwierdzają, pełnią funkcję oskarżyciela publicznego w sprawach o przestępstwa (mogą wnosić akt oskarżenia o przestępstwo ścigane z oskarżenia prywatnego albo wstępować do postępowania, jeśli ich zdaniem w myśl art. 60 § 1 kpk wymaga tego ochrona praworządności lub interes społeczny),
- występują z wnioskiem do sądu o tymczasowe aresztowanie (ewentualnie o europejski nakaz aresztowania), wydają zarządzenia o zgodzie lub odmowie zgody na widzenie z osobą aresztowaną, cenzurują ogólną korespondencję aresztowanych[4],
- wystawiają listy gończe, mają prawo do ich nieodpłatnej publikacji w mediach ukazujących się częściej niż raz w tygodniu (dzienniki), a odpłatnie także do publikacji innych ogłoszeń,
- mogą żądać udzielenia określonych informacji przez instytucje państwowe i prywatne w trybie art. 15 § 2-3 kpk,
- mogą samodzielnie dokonać przesłuchania lub przeszukania, a także dokonują w przypadku śledztw wizji lokalnej, mogą zarządzać przeprowadzenie wywiadu środowiskowego,
- nakładają kary pieniężne w postępowaniu przygotowawczym za niestawiennictwo (świadka, biegłego, tłumacza lub specjalisty), bezpodstawne uchylanie się od złożenia zeznania lub innych ww. czynności, mogą zażądać doprowadzenia przez Policję (także osób osadzonych),
- wydają postanowienia o zabezpieczeniu majątkowym w postępowaniu przygotowawczym,
- mogą zarządzić zatrzymanie i przymusowe doprowadzenie każdej osoby podejrzanej o utrudnianie postępowania („w bezprawny sposób”),
- mogą zlecić Policji przeszukanie lub zatrzymanie rzeczy, a poczcie i instytucjom telekomunikacyjnym także korespondencji i przesyłek,
- w postępowaniach o określone przestępstwa mogą wnioskować do sądu o zarządzenie kontroli i utrwalania wszelkich rozmów i przekazów informacji, nie tylko telefonicznych,
- mogą w uzasadnionych przypadkach przedłużać postępowanie przygotowawcze poza podstawowe terminy ustawowe,
- wnioskują do sądu w sprawie dopuszczenia zeznań świadka koronnego, a także objęcia go szczególną ochroną,
- wnioskują do sądu w postępowaniu wykonawczym, biorą udział w posiedzeniach w ramach tego postępowania,
- mogą wnioskować do sądu o ukaranie podmiotu zbiorowego, np. firmy, na podstawie stwierdzonych w postępowaniu przestępstw osób fizycznych,
- rozpatrują zażalenia na nieprowadzenie postępowania przygotowawczego i mogą je uwzględnić bez kierowania do sądu,
- wydają postanowienia o ujawnieniu danych osób, przeciwko którym toczy się postępowanie,
- w przypadku cięższych przestępstw (gdy spodziewana jest kara pozbawienia wolności bez warunkowego zawieszenia) mogą wnioskować do sądu o umieszczenie podejrzanego na obserwacji w zakładzie psychiatrycznym, co trwa do 8 tygodni,
- wydają zarządzenia o zgodzie lub odmowie udostępnienia akt, mogą mieć dostęp do akt postępowania sądowego w każdym czasie,
- mogą brać udział w sprawach o wykroczenia (również samodzielnie składać wniosek o ukaranie) oraz administracyjnych, a także przed sądem administracyjnym[5],
- mogą żądać wszczęcia postępowania cywilnego oraz wziąć udział w każdym toczącym się postępowaniu, jeżeli wymaga tego ochrona praworządności, praw obywatelskich lub interesu społecznego (jednakże w sprawach niemajątkowych z zakresu prawa rodzinnego mogą wytoczyć powództwo wyłącznie w przypadkach określonych w ustawie)[6].

Czynności prokuratura co do zasady mogą, na życzenie strony (zażalenie), podlegać kontroli właściwego sądu ze względu na przysługujące każdemu prawo do odwołania od decyzji organów państwa.
Ponadto Prokurator Generalny ma następujące specjalne uprawnienia i funkcje procesowe:
- prawo do wniesienia kasacji w sprawach karnych w dowolnym terminie od każdego prawomocnego orzeczenia kończącego sprawę sądową albo skargi kasacyjnej w sprawie cywilnej w ciągu 6 miesięcy od uprawomocnienia się orzeczenia,
- prawo uchylenia prawomocnego postanowienia o umorzeniu postępowania przygotowawczego w stosunku do konkretnego podejrzanego,
- prawo wszczęcia z urzędu postępowania o ułaskawienie i prawo do wstrzymania wykonania kary (zarządzenia przerwy) na czas tego postępowania,
- składanie do Sejmu i Senatu wniosków o zgodę na pociągnięcie posła lub senatora do odpowiedzialności karnej
- prawo do wniesienia skargi o stwierdzenie niezgodności z prawem prawomocnego orzeczenia i skargi nadzwyczajnej[7].

Do prokuratury przysługuje też zażalenie na czynności Policji, w rezultacie którego prokurator może zwrócić się do Policji o przeprowadzenie postępowania dyscyplinarnego lub wszcząć postępowanie karne.

#### Obowiązki
Prokurator jest zobowiązany postępować zgodnie ze ślubowaniem prokuratorskim, w służbie i poza służbą strzec powagi sprawowanego urzędu i unikać wszystkiego, co mogłoby przynieść ujmę godności prokuratora lub osłabiać zaufanie do jego bezstronności. W okresie zajmowania stanowiska prokurator nie może należeć do partii politycznej ani brać udziału w żadnej działalności politycznej (ubiegającemu się o mandat posła, senatora albo radnego udziela się urlopu bezpłatnego na czas kampanii wyborczej). Prokurator jest obowiązany stale podnosić kwalifikacje zawodowe. Ustawa nakłada też na prokuratora obowiązek uczestniczenia w szkoleniach i innych formach doskonalenia zawodowego. Prokuratorzy są zobowiązani nie tylko do wydawania prawidłowych postanowień i zarządzeń, ale też do terminowości ich wydawania.
Odpowiedzialność dyscyplinarna prokuratorów jest dwuinstancyjna. W I Instancji orzeka Sąd Dyscyplinarny przy Prokuratorze Generalnym albo Sąd Najwyższy - Izba Odpowiedzialności Zawodowej (w sprawach przewinień dyscyplinarnych wyczerpujących znamiona umyślnych przestępstw ściganych z oskarżenia publicznego lub umyślnych przestępstw skarbowych lub w sprawach, w których wniosek złożył Sąd Najwyższy), a w II instancji Sąd Najwyższy - Izba Odpowiedzialności Zawodowej. Prokuratorzy-sędziowie sądów dyscyplinarnych są wybierani na okresy 4-letnich kadencji. Przy orzekaniu są niezawiśli i podlegają wyłącznie Konstytucji oraz ustawom.

### Krajowa Rada Prokuratorów przy Prokuratorze Generalnym
Krajowa Rada Prokuratorów przy Prokuratorze Generalnym to naczelny organ samorządu prokuratorskiego
„Krajowa Rada Prokuratorów stoi na straży niezależności prokuratorów.” (art. 43 § 1 Prawa o prokuraturze)
„Przewodniczącym Krajowej Rady Prokuratorów jest Prokurator Generalny.” (art. 42 § 3 Prawa o prokuraturze)
Rada ma charakter doradczy.
Organem samorządu prokuratorskiego na szczeblu regionalnym jest kolegium prokuratury regionalnej. W prokuraturze regionalnej działa też zgromadzenie prokuratorów. Organem samorządu prokuratorskiego na szczeblu okręgu jest kolegium prokuratury okręgowej. Na szczeblu rejonu nie ma samoistnego organu samorządu prokuratorskiego, jednak prokuratury rejonowe delegują swoich przedstawicieli do zgromadzenia prokuratorów oraz kolegiów prokuratur okręgowych.